# Asceua elegans
Asceua elegans är en spindelart som beskrevs av Tamerlan Thorell 1887. Asceua elegans ingår i släktet Asceua och familjen Zodariidae.
Artens utbredningsområde är Myanmar. Inga underarter finns listade i Catalogue of Life.